# Beurspassage
De Beurspassage is een overdekte winkelstraat in Amsterdam die het Damrak en de Nieuwendijk verbindt. Het straatje heeft slechts twee huisnummer 3 en 12 gerelateerd aan winkels. 

## Geschiedenis

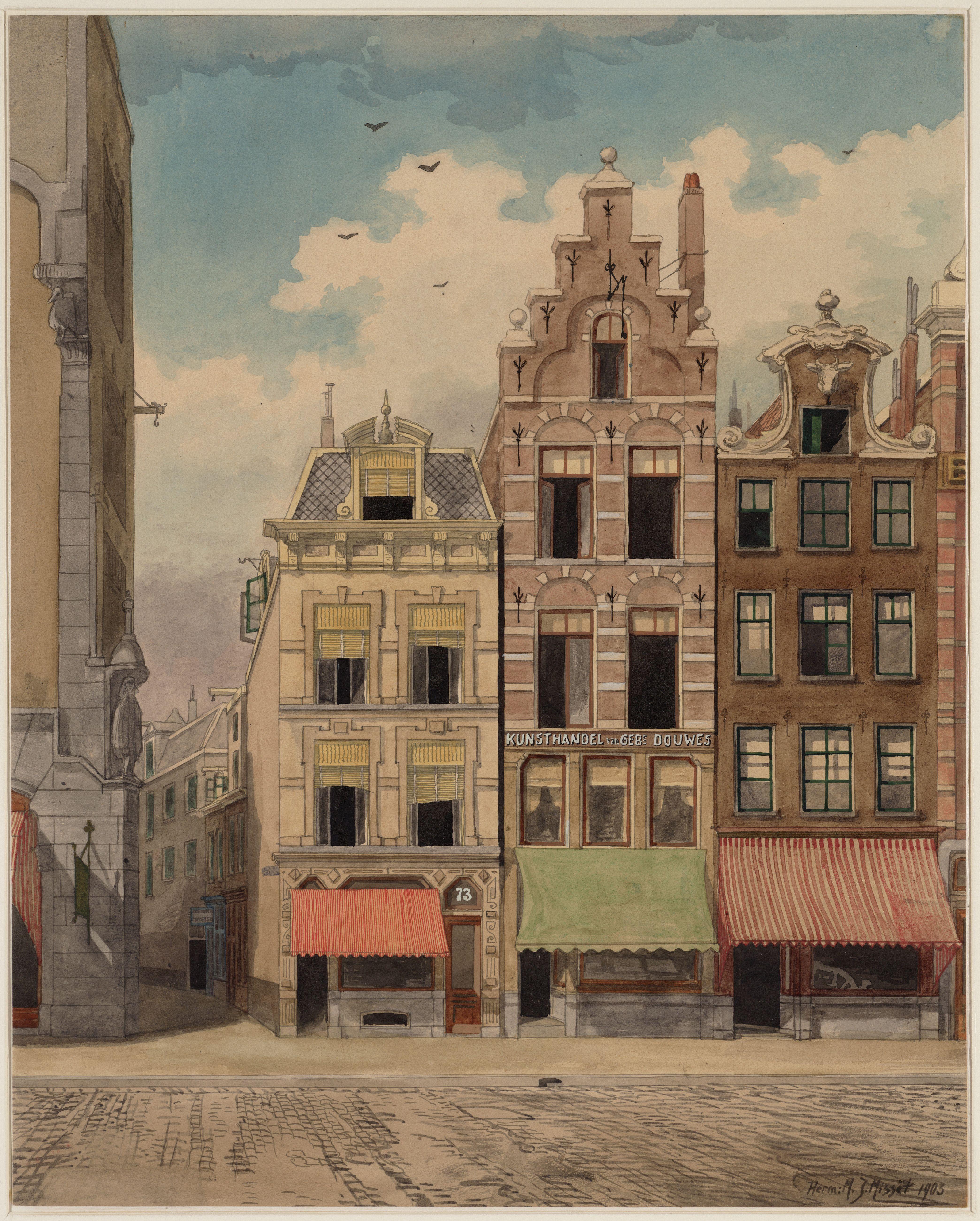
Baafjessteeg volgens Herman Misset in 1903

Al eeuwen kende Amsterdam een oost-west-verbinding tussen het Damrak en de Nieuwendijk in de vorm van de Baafjessteeg. Bij de bouw van het kantoor van de Algemeene Maatschappij van Levensverzekering en Lijfrente in 1893, werd de steeg overdekt en werd het een onderdeel van het gebouw. De nieuwe naam volgt op 11 januari 1905; de passage wordt vernoemd naar de Koopmansbeurs, in de volksmond Beurs van Berlage die in 1903 aan de overzijde van het Damrak aan het Beursplein werd geopend. Wanneer het gebouw in 1912 een grondige verbouwing krijgt blijft de passage bestaan, die zich dan bevindt onder de winkel van C&A. Als na een grote brand van 16 februari 1963 op het Damrak 70-79 een nieuw kolossaal modernistisch gebouw wordt neergezet, wordt er ook weer een Beurspassage teruggebouwd.
Nadat de gemeente begin jaren 2010 het Damrak nieuw leven in probeerde te blazen en meer allure probeert toe te voegen onder de als onderdeel van Project 1012 en het Damrak als onderdeel van openbare-ruimte-project De Rode Loper wordt heringericht, volgt ook een verbouwing van Damrak 70-79. Van het modernistische gebouw uit 1963 worden alle gevels gesloopt en alleen het betonnen geraamte blijft gespaard. Aan de betonconstructie wordt vervolgens een nieuwe gevel gehangen naar ontwerp van Robert A. M. Stern Architects en Rijnboutt. Achter de gevels verschijnt een nieuwe inrichting van het gebouw en de lage donkere Beurpassage die als onveilig en onprettig werd ervaren werd weer dubbel zo hoog, zoals een eeuw geleden. C&A dat eerst het hele pand bezat, verhuist naar de zuidelijke helft van het pand. In de noordelijke helft komt modeketen Primark. In de passage zelf krijgt de Primark een entree en worden ook enkele kleine retailunits toegevoegd om levendigheid in de passage te garanderen. Banketbakkerij Van der Linde aan de Nieuwendijk krijgt ook een kleine uitbreiding met raam aan de passage.  

## Amsterdam Oersoep

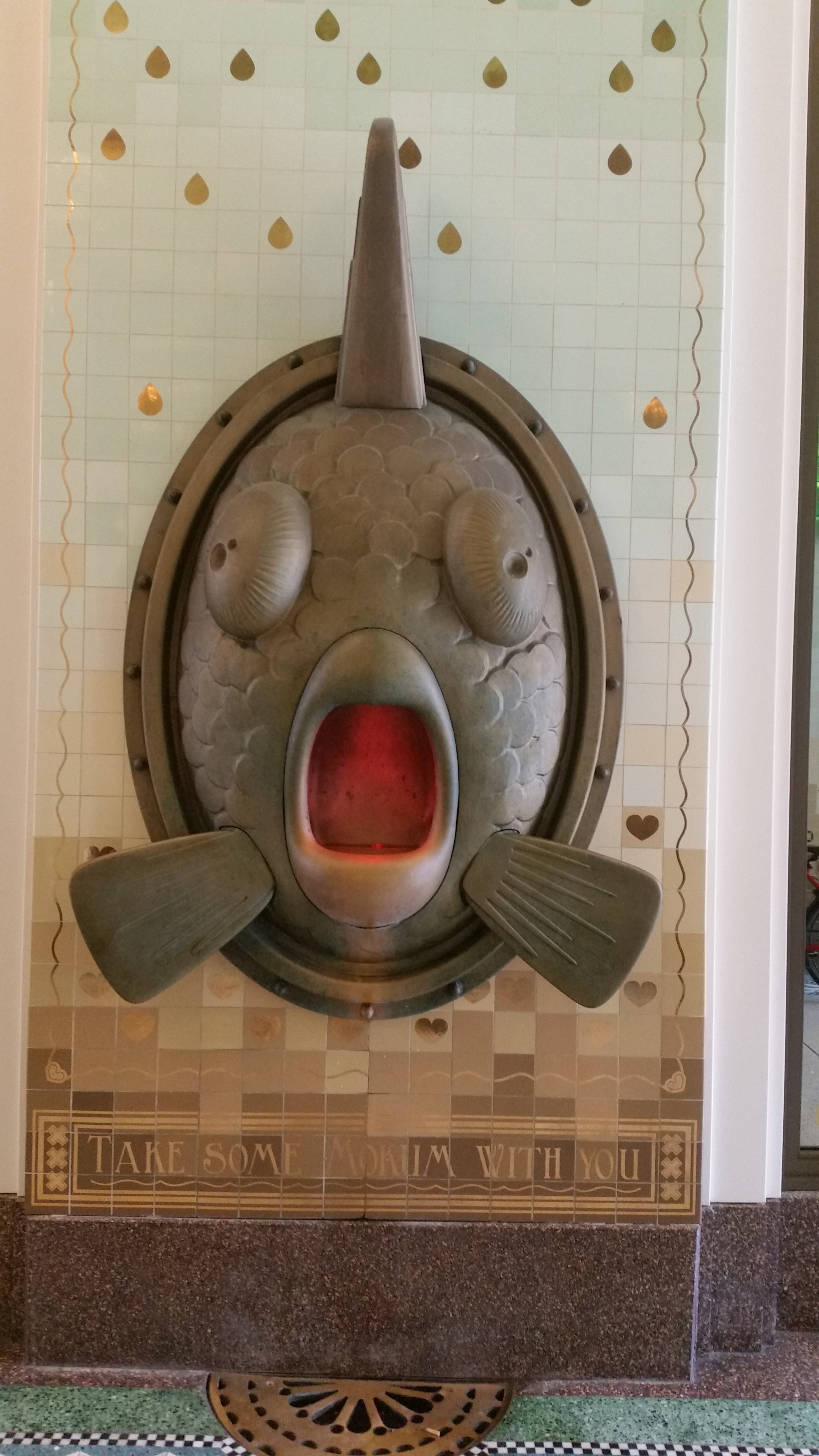
Openbaar watertappunt met bronzen vissenkop

Bij de vernieuwing van de passage in 2014 heeft ontwikkelaar Bouwinvest beeldend kunstenaar Arno Coenen gevraagd om een ontwerp te maken voor een passage met meer veiligheid, allure en iconische meerwaarde voor de stad Amsterdam. Het resultaat is kunstwerk Amsterdam Oersoep. Het concept is dat je als je door de passage loopt onder water door een Amsterdamse gracht loopt. Dingen die je er tegenkomt zijn veel fietsen (o.a. gouden kroonluchters van fietsonderdelen) en aan de wanden hangen glas-in-lood wandlampen die dingen uitbeelden die men associeert met toerisme in Amsterdam, zoals klompen, een bosje tulpen, een zak friet en een haring. De afwerking is volledig op maat en ook grotendeels met de hand voor het kunstproject gemaakt en uitgevoerd in duurzaam verouderende en goed te onderhouden materialen zoals terrazzo (vloer), glasmozaïek (plafond), en geglazuurde wandtegels ingelegd met gouden motieven. Het resultaat is dat de passage veranderde van onveilig voelende gang naar toeristische trekpleister.  

## Galerij

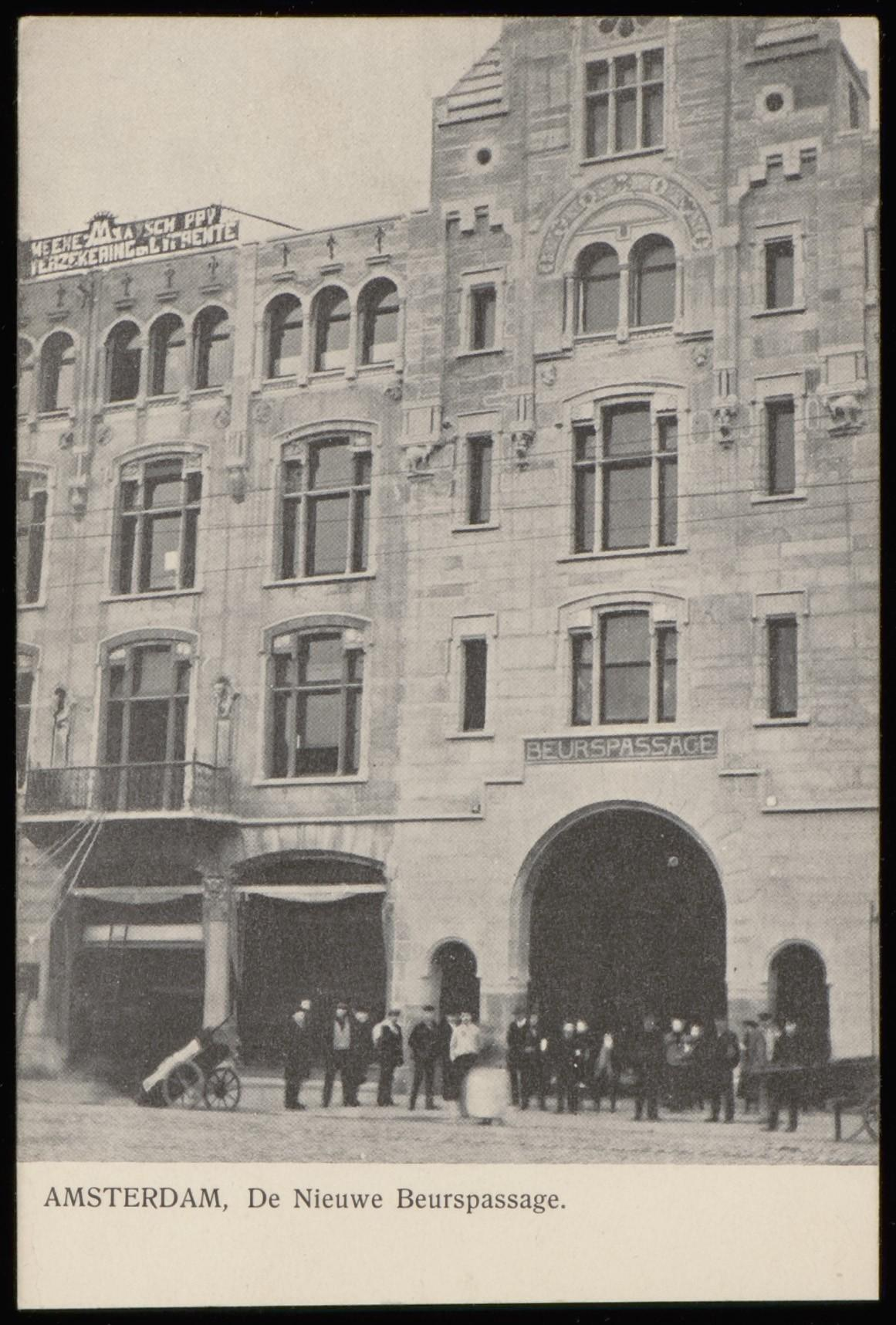
Beurspassage in het gebouw van de Algemeene Maatschappij van Levensverzekering en Lijfrente
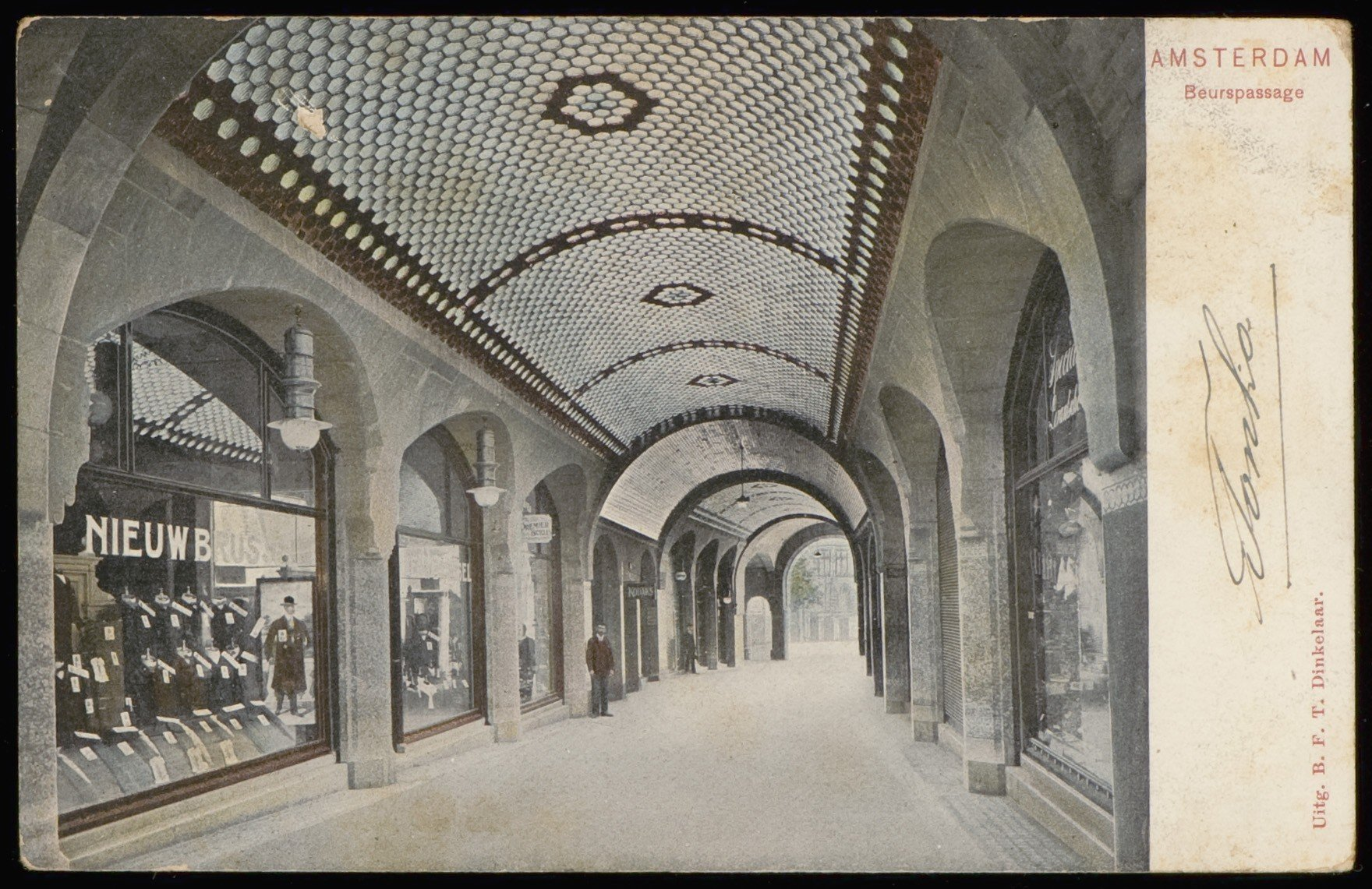
Interieur Beurspassage circa 1938
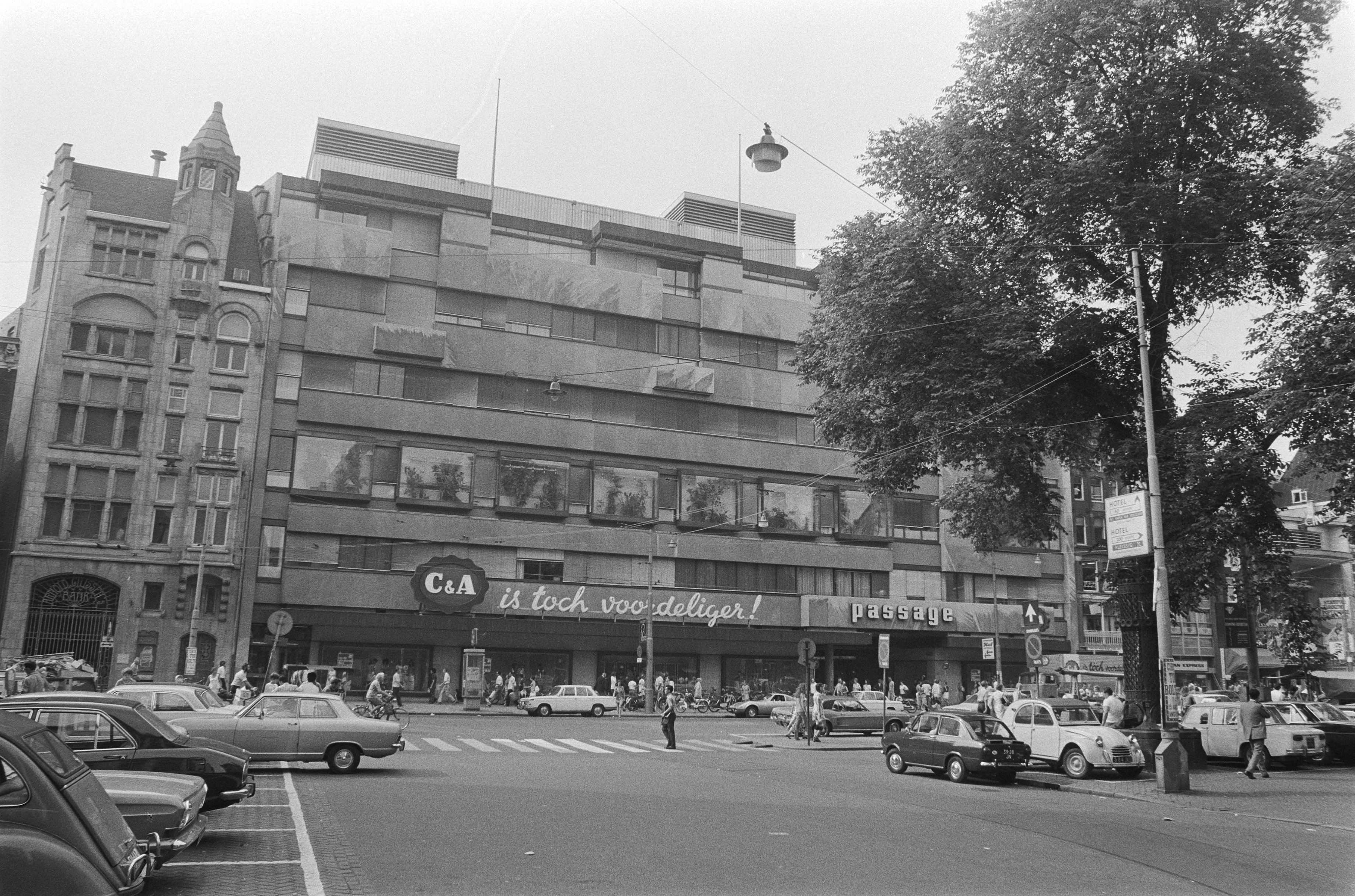
C&A met rechts onderin de Beurspassage, 1971
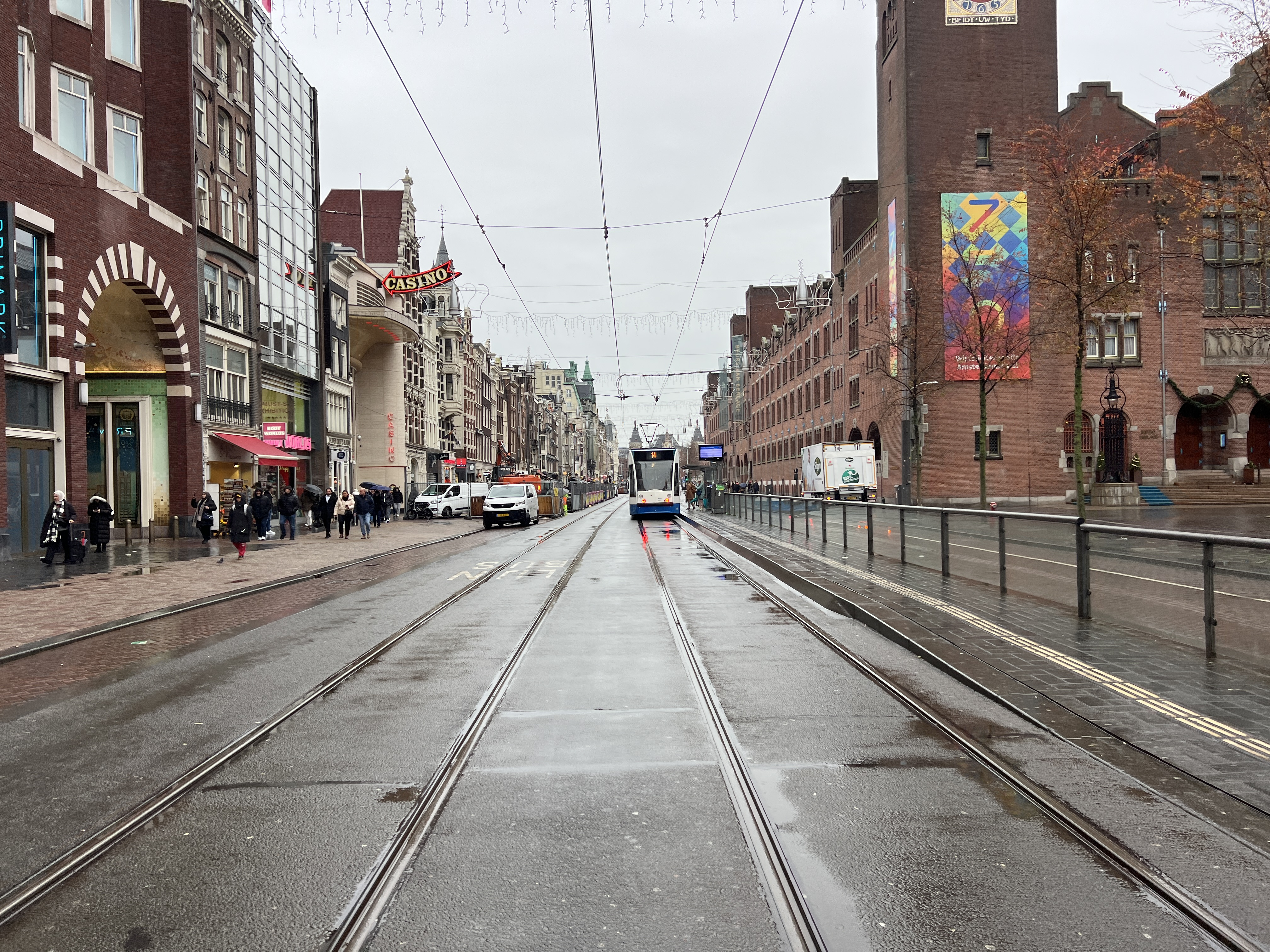
Damrak met entree van de Beurspassage links, Centraal Station aan het einde en het Beursplein rechts, 2024